# Шекерли
Шекерли или Шекерлија (грч. Ζαχαράτο, Захарато) је насељено место у општини Кукуш у периферији Средишња Македонија, Грчка. Према попису из 2021. године било је 104 становника.
Према бугарском географу и историчару, Василу Канчову, у Шекерлију је 1900. године живело 65 Словена хришћана. Током Другог балканског рата грчка војска је запалила село а становништво је протерано. Године 1924. насељене су грчке избеглице којих је на попису из 1928. године било 247.